# Элицур (баскетбольный клуб, Рамла)
«Элицур» Рамла (ивр. אליצור רמלה‎) — женский профессиональный баскетбольный клуб из Израиля, выступающий в премьер-лиге женского чемпионата Израиля по баскетболу. Десятикратный чемпион Израиля и шестикратный обладатель Кубка Израиля. Обладатель Кубка Европы ФИБА сезона 2010/11 годов.

## История клуба
Женская команда «Элицур» была создана в городе Рамла в 1970 году. Свой первый сезон она провела в третьем дивизионе баскетбольного чемпионата Израиля. В 1990/91 году команда поднялась в Национальную лигу (ивр. הליגה הלאומית‎, Лига леумит), а через год завоевала право выступать в высшем дивизионе чемпионата страны, Суперлиге.
Уже в первый сезон выступлений в Суперлиге команда из Рамлы стала одним из лидеров национального первенства и пробилась в финал Кубка Израиля, где, однако, уступила безоговорочным фаворитам, одноклубницам из Холона.
В сезоне 1995/96 «Элицур» (Рамла), за который выступали ведущие игроки национальной сборной Орли Гроссман и Лимор Мизрахи, прервал 19-летнюю серию побед холонского «Элицура» в чемпионате Израиля, завоевав свой первый чемпионский титул. Борьба за первенство между этими двумя клубами продолжалась ещё несколько лет, а в следующее десятилетие основным соперником команды из Рамлы в чемпионатах страны стал АС (позже «Электра») из Рамат-ха-Шарона. С 1999 по 2010 год на долю этих двух команд пришлись 11 из 12 чемпионских титулов и девять побед в Кубке Израиля.
В последние годы существования «Элицур» (Рамла) успешно выступал в европейских клубных турнирах. В сезоне 2007/8 команда дошла до полуфинала Кубка Европы ФИБА, проиграв БК «Москва», а в 2011 году завоевала этот трофей, победив в серии из двух матчей французский «Аррас».
К окончанию сезона 2014/2015 команда испытывала серьёзные финансовые затруднения, не располагая бюджетом для заключения контрактов с новым тренером и зарубежными игроками. В это же время клуб оказался в центре финансовой тяжбы с участием двух бывших игроков — Эшли Уокер и Наташи Лейси, короткое время выступавших за «Элицур». По результатам арбитража ФИБА клубу было предписано выплатить спортсменкам неустойку в размере полумиллиона долларов, что не было выполнено. В сентябре 2015 года «Элицур» (Рамла) был расформирован из-за невыплаты долгов, но затем была восстановлена.

## Мужская команда
Мужская команда «Элицур» (Рамла) выступает во втором дивизионе чемпионата Израиля, Национальной лиге. Её лучшим результатом было второе место в регулярном сезоне Национальной лиги в 2004 году, но, проиграв в полуфинале переходного турнира, команда не смогла пробиться в Суперлигу.